# لين جاروود
لين جاروود (بالإنجليزية: Len Garwood)‏ (28 يوليو 1923 في الهند - 16 يوليو 1979 في المملكة المتحدة) هو لاعب كرة قدم بريطاني (وحمل سابقاً جنسية المملكة المتحدة لبريطانيا العظمى وأيرلندا) في مركز نصف الجناح. لعب مع توتنهام هوتسبير وBedford Town F.C. ‏ وHitchin Town F.C. ‏.